# 中川久嗣
中川 久嗣（なかがわ ひさつぐ、1948年 - ）は、大阪府出身の木工作家である。
武蔵野美術短期大学卒。同校卒業後、ギャラリーマロニエで個展。その他、埼玉県立近代美術館で「木のかたちとエスプリ」展に参加、木の素材を生かした作品を中心に活動している。他に住宅や店舗などの設計も手がける。1996年、creative factory PARADIS を設立する。